# Radio キタエリあっ!
『Radio キタエリあっ!』（ラジオキタエリあっ）は、ラジオ関西のアニたまどっとコム内で放送されていたラジオ番組。

## 概要
喜多村英梨のエリア・『キタエリあっ!』をリスナーと一緒に広げていこう、というコンセプトで放送していた。
番組固有の挨拶は「こんばんあっ!」、締めの掛け声は「エリア拡大!」である。「エリア拡大!」をキーワードに放送している事に因み、メッセージを紹介する際のラジオネームを「エリアネーム」と表現していた。
当初はラジオ関西と東海ラジオのみの放送だったが、2012年10月より文化放送にネットが拡大された。
収録は2週分行われている。
第140回放送で、「2014年12月いっぱいで終了する」と発表された。

## 放送局
| 放送地域   | 放送局            | 放送期間                       | 放送日時           | 放送系列   | 備考 |
| ---------- | ----------------- | ------------------------------ | ------------------ | ---------- | --- |
| 兵庫県     | ラジオ関西（CRK） | 2012年4月7日 - 2014年12月27日  | 土曜 25:00 - 25:30 | 独立局     | 製作局 アニたまどっとコム内 |
| 中京広域圏 | 東海ラジオ（SF）  | 2012年4月7日 - 2014年12月27日  | 土曜 25:30 - 26:00 | NRN系列    | プロ野球中継延長の場合時間繰り下げあり（ナイター時22:50以降も延長した場合に発生）                                                                   |
| 関東広域圏 | 文化放送（QR）    | 2012年10月7日 - 2014年12月28日 | 日曜 21:00 - 21:30 | NRN系列    | プロ野球中継が放送された場合は、中継終了時間に関係なく休止・番組返上 また、放送日が国政選挙の投開票日と重なった場合は、番組の放送時間が変更になる。 |
|            | 公式配信ページ    | 2012年10月9日 - 2014年12月30日 | 火曜 夕方 更新     | ネット配信 | 番組内で流れているコマーシャルも含めてエンディングまで配信されていた。 スマートフォンは専用のアプリをインストールして聴取した。                     |

2014年4月からは放送地域にかかわらずradikoプレミアムを用いて、日本国内で上記3局の放送を聴取することができた。

## コーナー
- 番組内ではメールによる投稿のみあて先を告知していたが、ラジオ関西宛にはがきで投稿することも可能だった。
- 採用者には、ノベルティとして「キタエリちゃんステッカー」をプレゼントしていた。時折、「ステッカーが欲しい」という旨のメッセージが送られてくることもあったため、喜多村はそのようなメッセージに対しては「あげるよ!」と投げやりに言うことがあったほか、その旨を告知したジングルも製作された。

キタエリちゃん製作委員会
『キタエリあっ!』をもっと拡大するために、番組オリジナルキャラの『キタエリちゃん』を製作し、計画を推進するコーナー。
開始当初は、キタエリちゃんのキャラ設定をリスナーから募集して、プロフィールを決めた。その後は、キタエリちゃんが読み上げる番宣CMのコピー案（番組が発表するテンプレートに当てはまるようにする）を募集し、最優秀コピー案は実際にCMとして製作・放送された。また、番組テーマ曲「Chu→ning♪」もこのコーナーで製作され、オープニング曲に使用されていた（「Chu→ning♪」は、その後キタエリちゃんコーナーの開始時に使用されていた）。後述の「キタエリちゃんのホントは怖～い話」放送により、2013年6月より交互で放送した後7月末で終了となった。
第37回 （2012年12月15日・12月16日）および第38回（12月22日・12月23日）放送では、喜多村が口内炎を患ったため、地声での放送となった。
キタエリちゃんのホントは怖～い話
リスナーから怪談話を募集して、喜多村がキタエリちゃんで紹介する夏期限定コーナー。2013年9月下旬で終了。
アニメ「キタエリちゃん」次回予告
キタエリちゃんがアニメ化された際のストーリー案を次回予告方式で考えるコーナー。番組が発表するテンプレートに当てはまるような次回予告を募集していた。
キタエリちゃん ミニかるた
2013年年末～2014年年始限定のコーナー。【キ】【タ】【エ】【リ】【あっ】の各文字から始まるかるたの読み札を考えるコーナー。
キタエリちゃんアラーム製作所
喜多村がキタエリちゃんの声でアラームボイスを作るコーナー。リスナーからどのようなアラームを作ってほしいかを募集していた。
キタエリちゃん商品開発部
キタエリちゃんの新グッズ（ただし架空）が商品化された際のキャッチフレーズ案を考えるコーナー。番組が発表するテンプレートに当てはまるようなキャッチフレーズ案を募集した。
キタエリスニング
喜多村が選曲した音楽を聴くコーナー。聴きどころやエピソードを喜多村が紹介する。
『みなみけ』関連の曲を流す際は、『内田リスニング』（喜多村が演じるキャラクターである内田ユカにちなむ）にコーナー名が変更となった。

## エピソード
- しばしば、番組を喜多村の母が聴いていることを打ち明けている。また、「キタエリちゃんのホントは怖～い話」では、母自身の怖い体験を送ってきており、喜多村がコーナーで紹介した。